# Мікурія Куніо
Куніо Мікурія (яп. 御厨 邦雄, англ. Kunio Mikuriya) — японський дипломат. Генеральний секретар Всесвітньої митної організації (ВМО).

## Кар'єра
Куніо Мікурія має ступінь бакалавра права Токійського університету та ступінь доктора міжнародних відносин Кентського університету Брюссельської школи міжнародних досліджень. За свою кар'єру пан Мікурія обіймав різні високі посади у Міністерстві фінансів Японії. Він також обіймав посади радника у представництві Японії у СОТ та переговорника від Японії під час переговорів Уругвайського раунду ГАТТ.

## Робота в Всесвітній митній організації
З 2002 до 2008 року Мікурія був заступником Генерального секретаря Всесвітньої митної організації. 28 червня 2008 року він був обраний Генеральним секретарем ВМО і обійняв цей пост 1 січня 2009 року. 30 червня 2013 року його було переобрано на другий п'ятирічний термін. 30 червня 2018 року вперше в історії Всесвітньої митної організації втретє був переобраний Генеральним секретарем. доктор Мікурія закликав до успішного завершення раунду розвитку в Досі, лобіював закон США про 100 % сканування контейнерів та виступав за посилення заходів щодо спрощення процедур торгівлі під час глобального економічного спаду.
1 вересня 2010 року перебуваючи головою делегації відкрив в Академії митної служби України (нині Університет митної справи та фінансів) перший в країні Регіональний навчальний центр Всесвітньої митної організації. У серпні 2021 року останній робочий візит в Україну здійснив відповідно до запрошення голови Державної митної служби України. Візит включав знайомство із роботою одеського порту та проведенням офіційної зустрічі з Президентом України Володимиром Зеленським.

## Публікації
- Mikuriya, Kunio (2003), The Challenges of Facilitating the Flow of Commerce in a Heightened Security Environment, in UNECE (2003), Cosgrave-Sacks, Carol and Mario Apostolov (eds.), Trade Facilitation — The Challenges for Growth and Development.[6]
- Mikuriya, Kunio (2004), Legal Framework for Customs Operations and Enforcement Issues, (Chapter 3 of the World Bank's Customs Modernization Handbook).[7]
- Mikuriya, Kunio (2006), The Customs Response to the 21st Century, Global Trade and Customs Journal, Vol.1, No. 1.[8]
- Mikuriya, Kunio (2007), Supply Chain Security: The Customs Community's Response, World Customs Journal, Vol. 1, No. 2.[9]
- Mikuriya, Kunio (2012), Chapter 1.7 Expansion of Customs — Business Partnerships in the 21st Century in: The World Economic Forum (2012) The Global Enabling Trade Report 2012, 77-84,
- Mikuriya, Kunio (2013), Some thoughts about illicit trade, WCO news, No. 71, June 2013: 14-17,
- Mikuriya, Kunio (2013), Together, we are prepared for all eventualities, WCO news, No. 73, October 2013: 10-20,
- Mikuriya, Kunio (2014), Communication: sharing information for better communication, WCO news, No. 73, February 2014: 12-13,
- Mikuriya, Kunio (2014), Ready to implement the WTO Trade Facilitation Agreement!, WCO news, No. 74, June 2014: 10-11,
- Mikuriya, Kunio (2014), The WCO Council tackles the tough challenges facing Customs worldwide, WCO news, No. 75, October 2014: 10-11,
- Mikuriya, Kunio (2015), Coordinated Border Management — An inclusive approach for connecting stakeholders, WCO news, No. 76, February 2015: 10-11.